# Guylaine Tanguay
Guylaine Tanguay est une interprète canadienne née le 23 septembre 1972 à Girardville, Québec.

## Biographie
Elle évolue dans l'univers de la country québécoise, depuis 1988, et a publié quatorze albums. Elle a deux filles, nées en 1993 et 2000.

## Discographie

### Albums
- 1988 : Perte de contrôle
- 1998 : Sur ce Parchemin
- 2001 : D'hier à aujourd'hui
- 2002 : Souvenir de notre amour
- 2003 : À l’autre bout du vent
- 2005 : Naturelle
- 2007 : Classiques
- 2006 : Pour un Noël Country
- 2009 : Vos demandes spéciales
- 2010 : Passion Country
- 2012 : Le Livre Vert
- 2014 : Le Livre Vert (la suite)
- 2015 : Inspiration country
- 2015 : Party des fêtes de chez nous
- 2016 : Classique Country
- 2017 : Mon livre vert
- 2017 : Feliz Navidad (EP de Noel)
- 2018 : 3764 Elvis Presley Blvd
- 2018 : Nashville
- 2018 : Que les fêtes commencent !
- 2020 : Country
- 2022 : Ginette à ma façon
- 2022 : Céline à ma façon
- 2022 : Vos coups de cœur à ma façon
- 2024 : C'est ma vie

### Collectif
- 2014 : Certifié country d’hier à aujourd’hui, compilation Radio Canada
- 2015 : La Grande visite, Steeve Desmarais
- 2015 : C’est mon histoire, hommage à Renée Martel
- 2015 : Le retour des années jeunesse
- 2016 : Pour l’amour du country
- 2016 : Ma route, Laurence Jalbert
- 2017 : Bonheur Partagés, Patrick Norman
- 2017 : Festival Western de Saint-Tite, compilation 50 ans de country et de rodéo
- 2021 : Les Cowboys du Québec

## Prix
- 2022 Album de réinterprétations - Country Gala Country[4]

## Nominations
- 2022 Album de l'année - réinterprétation - Ginette à ma façon ADISQ[5]
- 2023 Artiste féminine de l'année[6]